# 베드르지흐 스메타나
••
베드르지흐 스메타나(체코어: Bedřich Smetana [ˈbɛdr̝ɪx ˈsmɛtana][*], 1824년 3월 2일 ~ 1884년 5월 12일)는 보헤미아 왕국의 가장 유명한 체코인 작곡가 중 한 명이다. 대표작으로 교향시인 《나의 조국》과 오페라인 《리부셰》, 《팔려간 신부》가 있다.

## 생애
스메타나는 보헤미아 왕국 북부 리토미슐에서 1남 17녀 중 외동아들로 태어났다. 아마추어 음악가였던 맥주 양조 기사 아버지의 반대를 무릅쓰고 일찍이 프라하에 나가 프록시에게 피아노와 음악 이론을 배웠다. 4세 때 바이올린을, 5세 때 4중주곡 연주 가담을 하였고, 또한 6세 때 피아노를 연주하여 신동이란 말을 들었다.
19세 때 프라하로 가서 부잣집의 음악 선생을 하며 음악 공부를 하였으며, 프라하를 방문한 리스트의 피아노 연주를 듣고 감동하여 그와 친분을 맺기도 했다. 스메타나는 당초 피아노 연주자가 될 것을 꿈꾸었으나, 당시 오스트리아 제국의 지배하에 있었던 보헤미아에서는 민중 사이에 저항운동이 확산되고 있었다. 1848년 오스트리아 2월 혁명의 여파로 프라하에도 6월에 혁명운동이 일어나자 민족의식에 눈뜬 그는 국민의용군에 가담하여 국민의용군 행진곡 등을 작곡하였으며, 민족운동에서의 작곡가의 역할을 새삼 자각하게 되었다. 이 시절 리스트의 도움을 받아 프라하에 음악 학교를 세우고 후배를 양성하였다.
그의 작품은 과도한 민족주의에 빠지지 않고 서정적인 면이 짙었으며, 보헤미안 민족 음악의 시조로 불린다.
그러나 혁명 실패 이후의 반동정치에서는 자유로운 음악활동이 억압되었기 때문에 친구의 권유로 1856년 스웨덴으로 건너가 5년간 예테보리에서 음악학교를 개설하였으며, 괴텐보르크 필하모닉의 지휘자가 되었다. 바이마르에서 리스트와 재회하여 교향시 3편을 쓰는 등 작곡가·피아니스트로 활동하였다. 1860년대 오스트리아 정부의 탄압이 느슨해지자 체코슬로바키아 민족운동이 되살아나자마자 귀국하여 민족운동의 선두에 서서 지휘자·작곡가·평론가로서 활동하기 시작하였다. 경제적인 어려움으로 인해 유럽을 순회하여 피아노 연주를 하기도 했다.
1862년 체코슬로바키아 국민극장의 전신인 가극장(假劇場)이 프라하에 건립되자 이 극장을 위해 작곡한 오페라 《팔려간 신부》를 상연하여 큰 성공을 거두고 체코슬로바키아 국민 음악의 기초를 확립한 그는, 그해 가을에는 이 가극장의 지휘자로 임명되어 여러 면에서 활발한 활동을 전개하였다.
그는 오스트리아의 지배로부터 벗어나기 위한 독립 운동을 음악을 통하여 호소하였다. 1874년 50세의 한창 나이에 매독으로 인한 숙환인 환청(幻聽)이 악화되어 극장 지휘자를 그만두었다. 10월에는 귀가 전혀 들리지 않게 되었음에도 불구하고, 그는 조국에 대한 깊은 사랑을 나타낸 교향시 <나의조국> 중 <블타바(몰다우)>를 작곡하기까지도 했다. 그 후, 그는 모든 공적 활동을 중지하고 프라하 교외에 은퇴하였다. 1883년 말부터는 정신착란 증세까지 나타났으며, 1884년 프라하의 정신병원에서 사망하였다.

## 음악
그는 오페라에 민족적 제재를 많이 쓰고 음악에는 폴카·푸리안트 등 민족무용의 리듬을 많이 도입하였으나, 국민오페라에서는 민요를 도입하지 않고, 정신면에서 체코적인 요소를 만들어 나가는 데 전념하였다. 또 교향시에는 프란츠 리스트 등 신독일파의 수법을 도입하여 민족적인 음악을 창조하는 데 성공하였다.

## 주요 작품

### 오페라
- 보헤미아의 브란덴부르크 사람들(1862~3)
- 달리보르(1865~7)
- 팔려간 신부(1866)
- 리부셰(1869~72)
- 두 개의 창(1873~4)
- 입맞춤(1875~6)
- 비밀(1877~8)
- 악마의 벽(1879~82)

### 관현악곡
- 축전 서곡 라장조 Op.4(1848~9)
- 축전 교향곡 마장조 Op.6(1853~4)
- 교향시 리처드 3세 가단조 Op.11(1857~8)
- 교향시 발렌슈타인의 진영 라장조 Op.14(1858~9)
- 교향시 하콘 야를 다단조 Op.16(1860~1)
- 파우스트 박사 서곡 다단조(1862)
- 셰익스피어 축제용 장엄 행진곡 마장조 Op.20(1864)
- 리부셰의 판단(1869)
- 교향시 나의 조국 (1874 ~ 9)
- 프라하 사육제(1882~3)

### 실내악
- 보헤미아 민요 환상곡 사단조(바이올린과 피아노, 1843)
- 피아노 3중주 사단조 Op.15(1855)
- 현악 4중주 1번 마단조 "나의 생애에서"(1876)
- 나의 고향에서(바이올린과 피아노, 가장조와 사단조 두 개의 소품)(1879~80)
- 현악 4중주 2번 라단조(1882~3)

### 피아노
- 바가텔과 즉흥곡 Op.6(1844)
- 피아노 소나타 사단조(1846)
- 네 손을 위한 6개의 전주곡(1846)
- 6개의 성격 소품 Op.1(1847~8)
- 두 대의 피아노(여덟 손)을 위한 소나타 악장 마단조(1849)
- 연습곡 '바닷가에서' 올림 사단조 Op.17(1861)
- 체코 민요에 의한 환상곡 나장조(1862)
- 꿈들 (1874~5)
- 체코 모음곡 1번 (1877)
- 체코 모음곡 2번 Op.21(1879)

### 합창
- 자유의 노래 JB1:38(1848)
- 체코 노래 JB1:78(1860)
- 농부의 노래 JB1:94(1868)

### 가곡
- 저녁 노래 JB1:116(1879)

## 참고 자료
- 이 문서에는 다음커뮤니케이션(현 카카오)에서 GFDL 또는 CC-SA 라이선스로 배포한 글로벌 세계대백과사전의 내용을 기초로 작성된 글이 포함되어 있습니다.